# Pterolophia viridana
Pterolophia viridana là một loài bọ cánh cứng trong họ Cerambycidae.